# Cine Price
El cine Price es un antiguo cine ubicado en Tudela Veguín, en el concejo asturiano de Oviedo (España). Se encuentra en el Inventario Cultural del Principado de Asturias. 

## Historia
Su promotor fue José Ramón Vázquez y se inauguró en 1952 con la película Balarrasa. Tuvo una vida relativamente corta ya que cerró sus puertas en 1968. Puntualmente acogió concursos de canción asturiana y otros eventos de la localidad. Posteriormente funcionó como garaje.

## Descripción
El cine se sitúa en la calle principal de la localidad industrial. Ocupa un espacio rectangular y posee generosas dimensiones, destacando su verticalidad y poco decorativismo. En su fachada principal se advierten tres plantas. En el bajo se abre el acceso, modificado con los usos posteriores el inmueble. En la segunda y tercera planta se desarrolla la decoración del edificio: una faja de ladrillo rematada con arco de medio punto en cuyo interior se abre un óculo, flanqueada por una batería de ventanas adinteladas. En la parte superior se lee "cine Price" y se levanta un frontón que oculta la cubierta a dos aguas. El lateral consta de una fachada ciega que actualmente cuenta con un trampantojo de ventanas. 

## referencias
1. ↑  «Cine Price». Vivir Asturias. Consultado el 12 de noviembre de 2023.

- Datos: Q123413495